# 盟神探湯

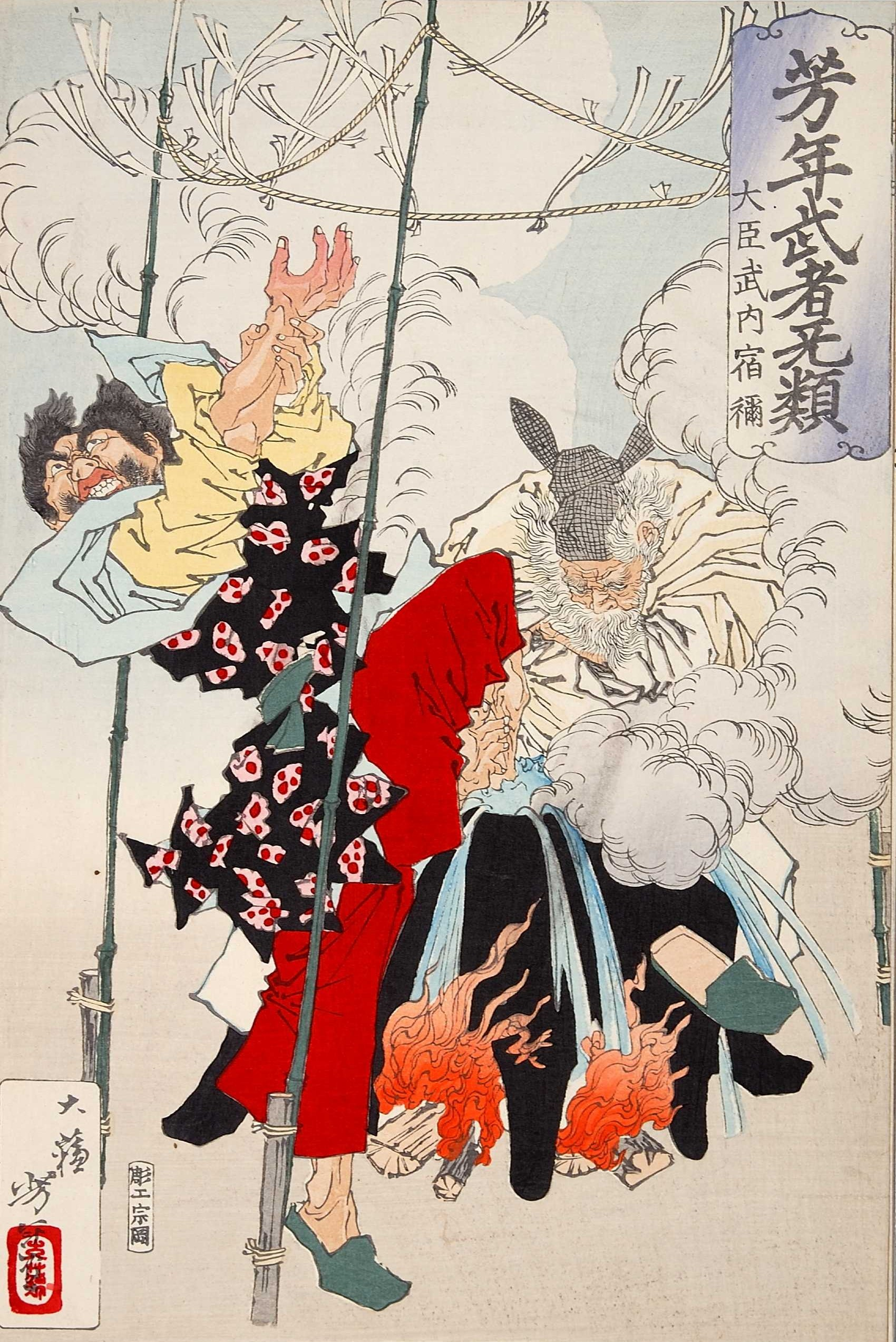
大臣武內宿禰 月岡芳年畫

盟神探湯（くかたち、くかだち、くがたち）是古代日本舉行的神明裁判。用於判斷人是非・正邪的咒術裁判法（神判）。也作探湯・誓湯。

## 概要
在稱為探湯瓮的鍋中裝入沸水，讓受審判者向發誓自己的清白後，將手伸進沸水中，清白則無傷，有罪則會燙傷。『日本書紀』應神天皇9年4月條記載，武內宿禰受其弟甘美內宿禰讒言而獲罪，武內表明自身的清白。天皇讓兩人在磯城川舉行盟神探湯，武內最後獲勝。允恭天皇4年9月條記載，有人誤失本來的姓氏，有人以高等的姓氏自稱，為了改正這種狀況，在甘樫丘（甘樫坐神社）舉行盟神探湯，結果詐稱姓氏者皆被燙傷，此後，不再有人詐稱姓氏。繼體天皇24年9月條記載，被派遣至任那的近江毛野，其下的任那人和日本人之間發生爭端之際，毛野舉行「誓湯」，造成多人因潰爛而死，毛野因此被召還。室町時代，應永年間再度出現用沸水舉行神明裁判的記錄，當時稱作「湯起請」。

## 脚注
1. ↑  坂本 et al. 1994，第196-200頁.
2. ↑  坂本 et al. 1994，第312-314頁.
3. ↑  清水 2010，第6-7頁.
4. ↑  清水 2010，第10頁.

## 關連項目
- 神明裁判
- 湯起請
- 火起請
- 真理之口